# الكاميرون في الألعاب الأولمبية الصيفية 2016
نافست الكاميرون في دورة الألعاب الأولمبية الصيفية 2016 في ريو دي جانيرو، البرازيل، من 05-21 أغسطس 2016.
وستكون هذه المشاركة الأربعين في البلاد على التوالي في دورة الألعاب الاولمبية الصيفية.